# Now You See Me: Now You Don't
Now You See Me: Now You Don't (även känd som Now You See Me 3) är en amerikansk kriminalthrillerfilm som har premiär den 14 november 2025. Filmen som är regisserad av Ruben Fleischer efter ett manus skrivet av Seth Grahame-Smith, Michael Lesslie och Rhett Reese är den tredje filmen i Now You See Me-serien.

## Handling
Filmen handlar om ett gäng magiker som utför avancerade kupper som gäckar polisen.

## Rollista (i urval)
- Jesse Eisenberg - J. Daniel "Danny" Atlas
- Woody Harrelson - Merritt McKinney
- Dave Franco - Jack Wilder
- Isla Fisher - Henley Reeves
- Morgan Freeman - Thaddeus Bradley
- Justice Smith - Charlie
- Dominic Sessa - Bosco
- Ariana Greenblatt - June
- Rosamund Pike - Veronika Vanderberg